# Archidiocèse de Mandalay
L'archidiocèse de Mandalay est un siège métropolitain de l'Église catholique en Birmanie. En 2013, il comptait 20 143 baptisés pour 9 436 000 habitants. Il est tenu par Marco Tin Win (en). 

## Territoire
Son territoire comprend la partie méridionale de la région de Sagaing, toute la région de Mandalay et la partie orientale de la région de Magway. Son siège se trouve à la cathédrale du Sacré-Cœur de Mandalay, construite par Pierre-Ferdinand Simon MEP en 1890.
Il est subdivisé en 32 paroisses.

## Histoire
Le vicariat apostolique de Birmanie-Centrale est érigé le 27 novembre 1866, recevant son territoire du vicariat apostolique de Birmanie (aujourd'hui archidiocèse de Rangoun). L'évangélisation est confiée à la Société des Missions étrangères de Paris. Le bref apostolique Quod Catholici nominis de Pie IX du 19 juillet 1870 change le vicariat en vicariat apostolique de Birmanie-Septentrionale.
Le 5 janvier 1939, il cède une portion de territoire à l'avantage de la nouvelle préfecture apostolique de Bhamo, aujourd'hui diocèse de Myitkyina, et prend le nom de vicariat apostolique de Mandalay.
Il est élevé au rang d'archidiocèse métropolitain le 1er janvier 1955 par la bulle Dum alterna de Pie XII. Le premier archevêque autochtone est installé en 1959.
Le 21 novembre 1992, il cède une portion de territoire à l'avantage du nouveau diocèse de Hakha.

## Ordinaires
- Charles Bourdon MEP, 1er octobre 1872-1er mai 1887
- Pierre-Ferdinand Simon MEP, 24 février 1888-20 juillet 1893
- Antoine Usse MEP, 22 décembre 1893-31 mars 1900
- Sede vacante 1900-1906
- Eugène Foulquier (de) MEP, 18 août 1906-27 juin 1929
- Albert Falière MEP, 25 juin 1930-19 décembre 1959
- Joseph U Win, 19 décembre 1959-29 mai 1965
- Aloysius Moses U Ba Khim, 9 août 1965-10 octobre 1978
- Alphonse U Than Aung, 1978-3 avril 2002
- Paul Zingtung Grawng, 24 mai 2003-3 avril 2014
- Nicolas Mang Thang, 3 avril 2014-2019[1]
- Marco Tin Win (en), depuis 2019

## Statistiques
En 2013, l'archidiocèse comptait 20 143 baptisés pour 9 436 000 habitants (0,2%), 64 prêtres dont 22 réguliers, 56 religieux, 118 religieuses, dans 32 paroisses.

## Diocèses suffragants
- Diocèse de Banmaw (Bhamo)
- Diocèse de Hakha
- Diocèse de Kalay
- Diocèse de Lashio
- Diocèse de Mindat
- Diocèse de Myitkyina